# Halina Mlynkova
Halina Mlynkova (sinh ngày 22 tháng 6 năm 1977 tại Návsí) là một ca sĩ người Ba Lan gốc Cộng hòa Séc.

## Tiểu sử
Halina xuất thân trong một gia đình Ba Lan ở khu vực lịch sử phía đông Silesia. Cô tốt nghiệp Trường trung học Y tế ở Cieszyn và Đại học Jagiellonia ở Kraków.
Halina Mlynkova kết hôn và chung sống cùng nam diễn viên Ba Lan Łukasz Nowicki. Łukasz và Halina có với nhau một cậu con trai mang tên Piotr. Sau 9 năm chung sống, cả hai ly hôn vào ngày 25 tháng 5 năm 2012. Vào tháng 2 năm 2015, cô kết hôn với nhà sản xuất âm nhạc người Séc Lešek Wronka.

## Đĩa nhạc

### Album phòng thu
| Tựa đề                    | Chi tiết                                                                                           | Xếp hạng |
| Tựa đề                    | Chi tiết                                                                                           | POL      |
| ------------------------- | -------------------------------------------------------------------------------------------------- | -------- |
| Etnoteka                  | - Phát hành: 7 tháng 11 năm 2011 - Hãng đĩa: Mystic Production - Định dạng: CD, tải kỹ thuật số    | 48       |
| Po drugiej stronie lustra | - Phát hành: 29 tháng 10, 2013 - Hãng đĩa: Universal Music Poland - Định dạng: CD, tải kỹ thuật số | —        |

### Video âm nhạc
| Tựa đề                                          | Năm  | Đạo diễn         | Album                     |
| ----------------------------------------------- | ---- | ---------------- | ------------------------- |
| "Kobieta z moich snów"                          | 2011 | Jacek Kościuszko | Etnoteka                  |
| "Dziwogóra"                                     | 2012 | Mateusz Winkiel  | Etnoteka                  |
| "Podejrzani zakochani" with Krzysztof Kiljański | 2012 | —                | [ 11 ]                    |
| "Aż do dna"                                     | 2013 | —                | Po drugiej stronie lustra |
| "Ostatni raz"                                   | 2014 | Marian Martaus   | Po drugiej stronie lustra |
| "Zabiorę Cię"                                   | 2015 | —                |                           |